# Cromlechs von Soeix
 Die Cromlechs von Soeix befinden sich heute in der Rue Gino Valatelli in Oloron-Sainte-Marie im Département Pyrénées-Atlantiques in Frankreich. Sie wurden dorthin von ihrem Fundort bei Soeix, wenige Kilometer südöstlich von Oloran-Saint-Marie, transloziert.
Die Cromlechs wurden 1986 von Claude Blanc entdeckt und von Bruno Belotti ausgegraben, da ihnen die Zerstörung drohte.
Sie befanden sich in einem etwa 1,0 m hohen, 32 × 23 m großen teilweise zerstörten Tumulus, der drei vollständige und zwei halbierte Cromlechs mit unterschiedlichem Durchmesser enthielt. Die Randsteine der Einfassungen waren nur teilweise erhalten und die Innenräume waren mit 30 bis 40 cm großen runden Feldsteinen im Lehmestrich gepflastert. Derartige Pflaster sind bisher nur von den beiden Tumuli von Oeyregave im Département Landes bekannt.
In der Nähe liegen die 16 Cromlechs von Lou Couraus und die Nekropole von Okabé.